# Личный чемпионат Латвии по спидвею
Личный чемпионат Латвии по спидвею — соревнование среди лучших спидвейных гонщиков Латвии. С Личный чемпионат Латвии по спидвею 199|1999 года проводится в открытой форме, с привлечением иностранных гонщиков (до того иностранные спортсмены также выступали в ЛЧ Латвии, но вне зачёта).

## Медалисты
| Сезон       | Финал                      | Чемпион Латвии                   | Серебряный призёр                | Бронзовый призёр                |
| 1965        | Даугавпилс                 | Рэйно Вийдас (Таллин)            | Анатолий Петровский (Даугавпилс) | Пётр Петков (Даугавпилс)        |
| 1966        | Даугавпилс                 | Анатолий Петровский (Даугавпилс) | Владимир Смирнов (Ленинград)     | Василий Батурин (Ленинград)     |
| 1967        | ?                          | Юрий Ступаков (Даугавпилс)       | Владимир Смирнов (Ленинград)     | Юрий Иличкович (Даугавпилс)     |
| 1968 — 1969 | Чемпионат не проводился    | Чемпионат не проводился          | Чемпионат не проводился          | Чемпионат не проводился         |
| 1970        | Даугавпилс                 | Анатолий Петровский (Даугавпилс) | Анатолий Кузьмин (Даугавпилс)    | Вадим Вольский (Даугавпилс)     |
| 1971- 1975  | Чемпионат не проводился    | Чемпионат не проводился          | Чемпионат не проводился          | Чемпионат не проводился         |
| 1976        | Рига                       | Анатолий Кузьмин (Даугавпилс)    | Сергей Довженко (Даугавпилс)     | Вадим Вольский (Даугавпилс)     |
| 1977        | Рига                       | Анатолий Кузьмин (Даугавпилс)    | Сергей Довженко (Даугавпилс)     | Иван Рыбников (Даугавпилс)      |
| 1978        | Даугавпилс                 | Валерий Харитонов (Даугавпилс)   | Владимир Ткачук (Даугавпилс)     | Сергей Дану (Даугавпилс)        |
| 1979        | Даугавпилс                 | Иван Рыбников (Даугавпилс)       | Виктор Бляха (Даугавпилс)        | Олег Исаев (Даугавпилс)         |
| 1980        | Даугавпилс                 | Сергей Довженко (Даугавпилс)     | Гунтис Бирзакс (Рига)            | Арвид Витолс (Рига)             |
| 1981        | Чемпионат не проводился    | Чемпионат не проводился          | Чемпионат не проводился          | Чемпионат не проводился         |
| 1982        | Рига                       | Владимир Ткачук (Даугавпилс)     | Владимир Рыбников (Даугавпилс)   | Сергей Дану (Даугавпилс)        |
| 1983        | Рига                       | Олег Исаев (Даугавпилс)          | Владимир Ткачук (Даугавпилс)     | Гунтис Бирзакс (Рига)           |
| 1984        | Рига                       | Владимир Рыбников (Даугавпилс)   | Гунтис Бирзакс (Рига)            | Айвар Земжанс (Рига)            |
| 1985        | Даугавпилс Рига            | Владимир Рыбников (Даугавпилс)   | Василий Матвеев (Даугавпилс)     | Валерий Соколов (Даугавпилс)    |
| 1986        | Рига                       | Сергей Дану (Даугавпилс)         | Валерий Соколов (Даугавпилс)     | Николай Кокин (Даугавпилс)      |
| 1987        | Даугавпилс                 | Владимир Рыбников (Даугавпилс)   | Николай Кокин (Даугавпилс)       | Юрий Брауцейс (Даугавпилс)      |
| 1988        | Рига                       | Валерий Соколов (Даугавпилс)     | Айвар Земжанс (Рига)             | Нормунд Добумс (Рига)           |
| 1989        | Чемпионат не проводился    | Чемпионат не проводился          | Чемпионат не проводился          | Чемпионат не проводился         |
| 1990        | Рига                       | Николай Кокин (Даугавпилс)       | Нормунд Добумс (Рига)            | Виталий Бизня (Даугавпилс)      |
| 1991        | Рига                       | Андрей Королёв (Даугавпилс)      | Юрий Брауцейс (Даугавпилс)       | Владимир Воронков (Даугавпилс)  |
| 1992        | Рига Даугавпилс Рига       | Николай Кокин (Даугавпилс)       | Андрей Королёв (Даугавпилс)      | Нормунд Добумс (Рига)           |
| 1993        | Даугавпилс Рига Даугавпилс | Владимир Воронков (Даугавпилс)   | Андрей Королёв (Даугавпилс)      | Николай Кокин (Даугавпилс)      |
| 1994        | Рига Даугавпилс            | Николай Кокин (Даугавпилс)       | Владимир Воронков (Даугавпилс)   | Андрей Королёв (Даугавпилс)     |
| 1995        | Даугавпилс                 | Андрей Королёв (Даугавпилс)      | Владимир Воронков (Даугавпилс)   | Николай Кокин (Даугавпилс)      |
| 1996        | Чемпионат не проводился    | Чемпионат не проводился          | Чемпионат не проводился          | Чемпионат не проводился         |
| 1997        | Даугавпилс                 | Андрей Королёв (Даугавпилс)      | Владимир Воронков (Даугавпилс)   | Александр Бизня (Даугавпилс)    |
| 1998        | Даугавпилс                 | Владимир Воронков (Даугавпилс)   | Николай Кокин (Даугавпилс)       | Максим Андреев (Даугавпилс)     |
| 1999        | Даугавпилс                 | Адам Скурницки                   | Николай Кокин (Даугавпилс)       | Роберт Миколайчак               |
| 2000        | Даугавпилс                 | Андрей Королёв (Даугавпилс)      | Александр Бизня (Даугавпилс)     | Владимир Воронков (Даугавпилс)  |
| 2001        | Даугавпилс                 | Андрей Королёв (Даугавпилс)      | Петр Маркушевский                | Николай Кокин (Даугавпилс)      |
| 2002        | Чемпионат не проводился    | Чемпионат не проводился          | Чемпионат не проводился          | Чемпионат не проводился         |
| 2003        | Даугавпилс                 | Роберт Миколайчак                | Кястас Пуоджукс (Даугавпилс)     | Александр Бизня (Даугавпилс)    |
| 2004        | Даугавпилс                 | Кястас Пуоджукс (Даугавпилс)     | Кристиан Хефенброк               | Кшиштоф Стояновский             |
| 2005        | Даугавпилс                 | Славомир Дудек                   | Кястас Пуоджукс (Даугавпилс)     | Максим Богданов (Даугавпилс)    |
| 2006        | Даугавпилс                 | Марцин Енджеевский               | Кястас Пуоджукс Даугавпилс)      | Андрей Королёв (Даугавпилс)     |
| 2007        | Даугавпилс                 | Кястас Пуоджукс (Даугавпилс)     | Максим Богданов (Даугавпилс)     | Григорий Лагута (Владивосток)   |
| 2008        | Даугавпилс                 | Григорий Лагута                  | Пётр Свист                       | Максим Богданов (Даугавпилс)    |
| 2009        | Чемпионат не проводился    | Чемпионат не проводился          | Чемпионат не проводился          | Чемпионат не проводился         |
| 2010        | Даугавпилс                 | Григорий Лагута                  | Кястас Пуоджукс (Даугавпилс)     | Артём Лагута                    |
| 2011        | Даугавпилс                 | Григорий Лагута                  | Максим Богданов (Даугавпилс)     | Кястас Пуоджукс (Даугавпилс)    |
| 2012        | Даугавпилс                 | Максим Богданов (Даугавпилс)     | Мирослав Яблоньски               | Кястас Пуоджукс (Даугавпилс)    |
| 2013        | Даугавпилс                 | Анджей Лебедев (Даугавпилс)      | Максим Богданов (Даугавпилс)     | Тимо Лахти                      |
| 2014        | Даугавпилс                 | Григорий Лагута                  | Денис Гизатуллин                 | Михал Щепаняк                   |
| 2015        | Даугавпилс                 | Кястас Пуоджукс (Даугавпилс)     | Кристиан Пищек                   | Анджей Лебедев (Даугавпилс)     |
| 2016        | Чемпионат не проводился    | Чемпионат не проводился          | Чемпионат не проводился          | Чемпионат не проводился         |
| 2017        | Даугавпилс                 | Максим Богданов (Даугавпилс)     | Кястас Пуоджукс (Даугавпилс)     | Олег Михайлов (Даугавпилс)      |
| 2018        | Даугавпилс                 | Евгений Костыгов (Даугавпилс)    | Артем Трофимов (Даугавпилс)      | Олег Михайлов (Даугавпилс)      |
| 2019        | Даугавпилс                 | Анджей Лебедев (Даугавпилс)      | Тимо Лахти                       | Андрей Кудряшов                 |
| 2020        | Даугавпилс                 | Андрей Кудряшов                  | Олег Михайлов (Даугавпилс)       | Даниил Колодинский (Даугавпилс) |
| 2021        | Чемпионат не проводился    | Чемпионат не проводился          | Чемпионат не проводился          | Чемпионат не проводился         |
| 2022        | Даугавпилс                 | Кястас Пуоджукс (Даугавпилс)     | Евгений Костыгов (Даугавпилс)    | Даниил Колодинский (Даугавпилс) |
| 2023        | Даугавпилс                 | Анджей Лебедев (Даугавпилс)      | Якуб Ямрог (Польша)              | Кястас Пуоджукс (Даугавпилс)    |
| 2024        | Даугавпилс                 | Анджей Лебедев (Даугавпилс)      | Даниил Колодинский (Даугавпилс)  | Назар Парницкий (Украина)       |

Прим.: в 1967 г. проводился чемпионат Прибалтики.

## Статистика
Лидером по числу побед в чемпионате Латвии (5) является Андрей Королёв. Лидер по общему числу медалей — Кястас Пуоджукс (11: 4 золотых, 4 серебряных, 3 бронзовых). У Николая Кокина- 10 (3+4+3).

## Медальный зачёт
| Позиция | Город      | Gold | Silver | Bronze | Всего |
| ------- | ---------- | ---- | ------ | ------ | ----- |
| 1.      | Даугавпилс | 30   | 27     | 27     | 84    |
| 2.      | Польша     | 4    | 4      | 3      | 11    |
| 3.      | Россия     | 4    | 1      | 2      | 7     |
| 4.      | Таллин     | 1    |        |        | 1     |
| 5.      | Рига       |      | 4      | 5      | 9     |
| 6.      | Ленинград  |      | 2      | 1      | 3     |
| 7.      | Германия   |      | 1      |        | 1     |
| 8.      | Финляндия  |      |        | 1      | 1     |